# Liste der Kulturdenkmäler in Schömerich
In der Liste der Kulturdenkmäler in Schömerich sind alle Kulturdenkmäler der rheinland-pfälzischen Ortsgemeinde Schömerich aufgeführt. Grundlage ist die Denkmalliste des Landes Rheinland-Pfalz (Stand: 8. Februar 2023).

## Einzeldenkmäler
| Bezeichnung                                      | Lage                   | Baujahr | Beschreibung                     | Bild            |
| ------------------------------------------------ | ---------------------- | ------- | -------------------------------- | --------------- |
| Katholische Filialkirche St. Johannes der Täufer | Kapellenstraße 8 Lage  | 1874    | kleiner Saalbau, bezeichnet 1874 | BW              |
| Hofkapelle des Kimmlerhofs                       | östlich des Ortes Lage | 1868    | Putzbau, 1868                    | Fotos hochladen |